# Constituição Francesa de 1793 (Ano I)

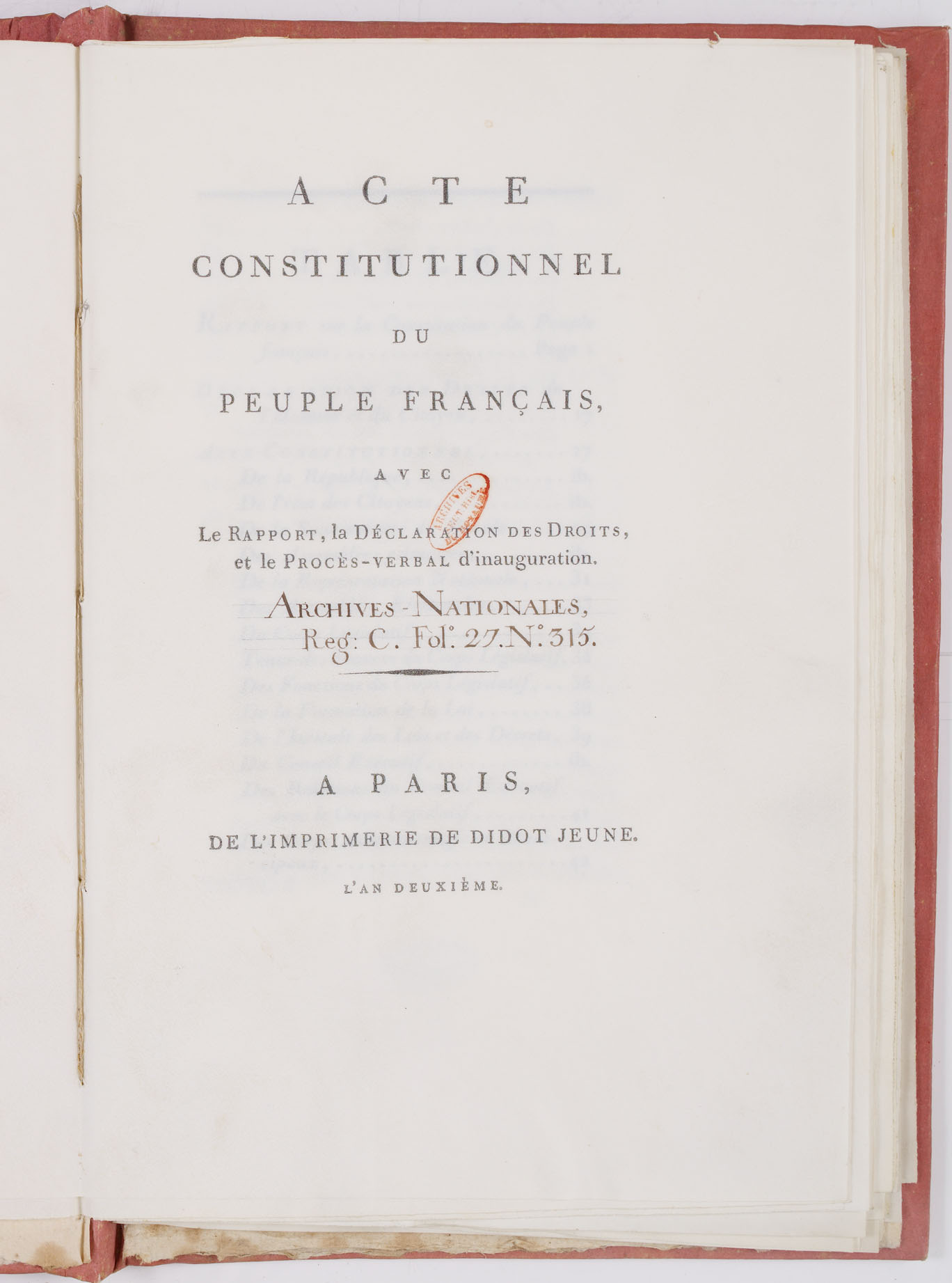
Original da Constituição Francesa de 1793 (Ano I).

A Constituição Francesa de 1793, também conhecida como Constituição do Ano I, foi a primeira constituição republicana francesa, redigida pela Convenção Nacional e aprovada em 24 de junho de 1793 (6 de Messidor do Ano I). Incluía princípios como a soberania popular, o sufrágio universal masculino direto e a Declaração dos Direitos do Homem e do Cidadão, demandas populares da Revolução Francesa (1789-1799).

## Contexto

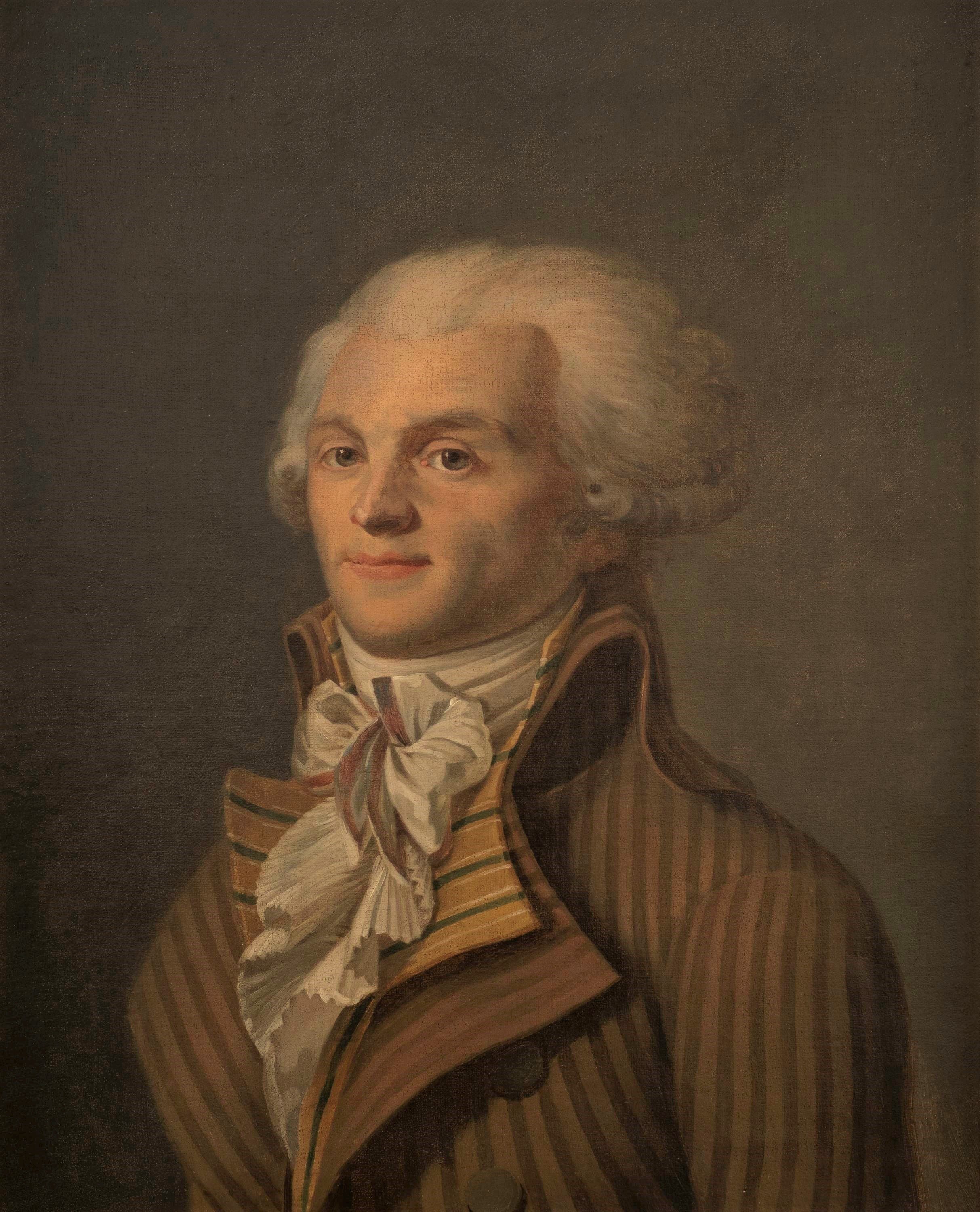
Maximilien de Robespierre, importante líder jacobino.

Em 1º de junho de 1793 ocorreu o expurgo da Convenção Nacional e vários deputados e ministros girondinos foram presos. A facção jacobina, então, assumiu o controle da Convenção, redigindo o documento responsável por organizar a recém fundada República Francesa, em substituição à Constituição de 1791.
Embora extremamente democrática para seu contexto, o novo documento não entrou em vigor devido às guerras revolucionárias francesas. Após a Reação Termidoriana, foi substituído pela Constituição de 1795 (Ano III), que instituiu o Diretório.
Posteriormente, serviria de inspiração para os movimentos revolucionários de 1848 e para a Constituição Francesa de 1875.

## Princípios

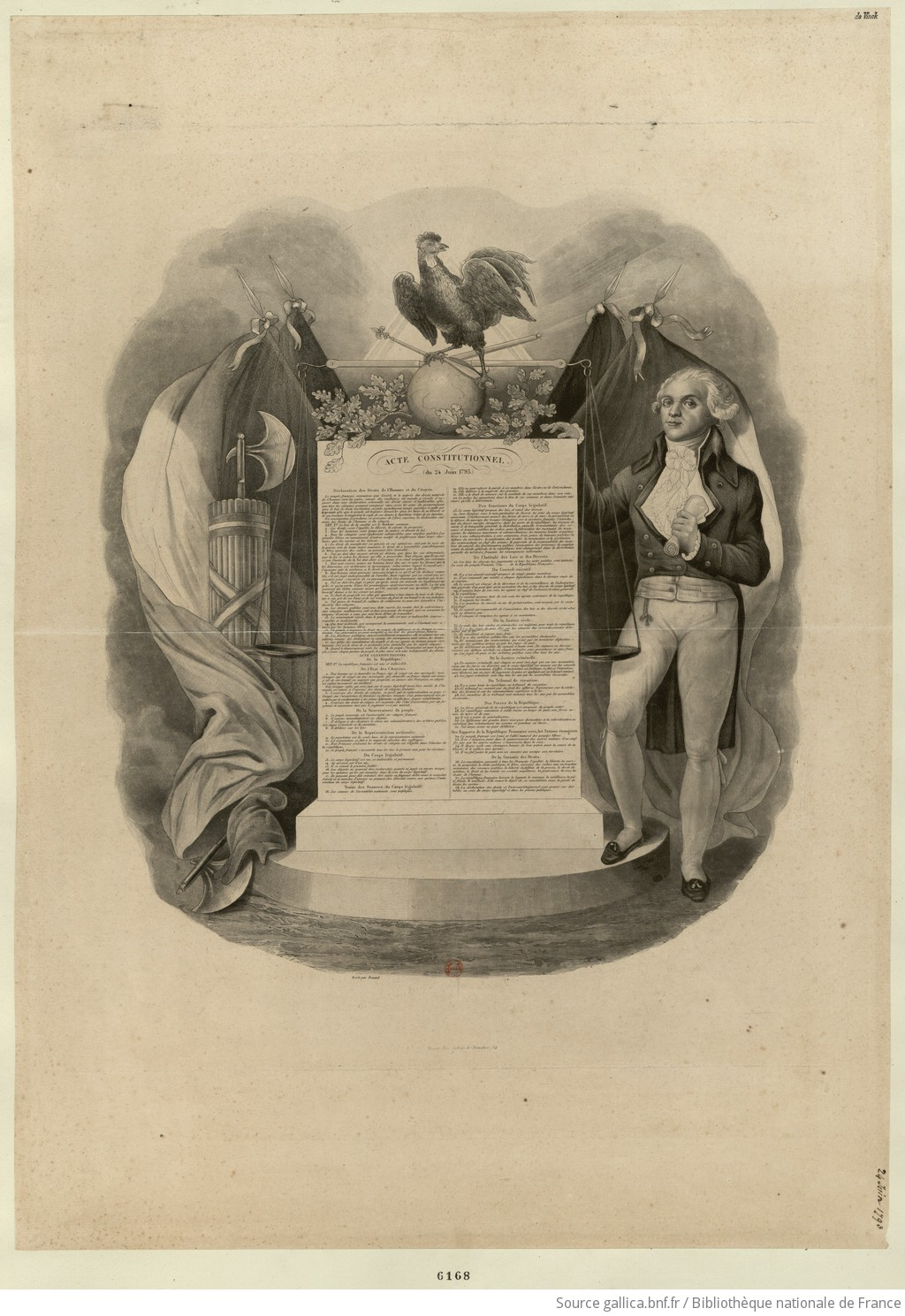
Alegoria da Constituição Francesa de 1793, em que se vê as figuras de Maximilien de Robespierre, dos Fasces e do Galo Gaulês.

A Constituição incluiu uma nova declaração de direitos, baseada no Direito Natural e na original de 1789, estabelecendo o sufrágio universal, proclamando a liberdade econômica e o direito à rebelião. Também reconheceu os direitos à educação, ao trabalho e à assistência pública.

Em seu primeiro parágrafo, a nova Constituição declarava:
O povo francês, convencido de que o esquecimento e o desprezo pelos direitos naturais do homem são as únicas causas dos infortúnios do mundo, resolveu expor numa declaração solene estes direitos sagrados e inalienáveis, para que todos os cidadãos, capazes de comparar em todos os momentos os atos do governo com a finalidade de toda instituição social, nunca se deixam oprimir ou aviltar pela tirania, para que o povo tenha sempre diante dos olhos as bases da sua liberdade e da sua felicidade, o domínio magistrado dos seus deveres, o legislador o objeto de sua missão.
O novo documento estabelecia um regime de assembleia, em que um conselho executivo de 24 membros seria indicado por uma assembleia nacional unicameral. Seus atos seriam referendados pelas assembleias regionais, através do sufrágio universal masculino.
Embora não estabelecesse um Estado secular na França, a Constituição de 1793 era marcada pelo anticlericalismo revolucionário, dando abertura para religiões cívicas como o Culto ao Ser Supremo.